# Brassolini

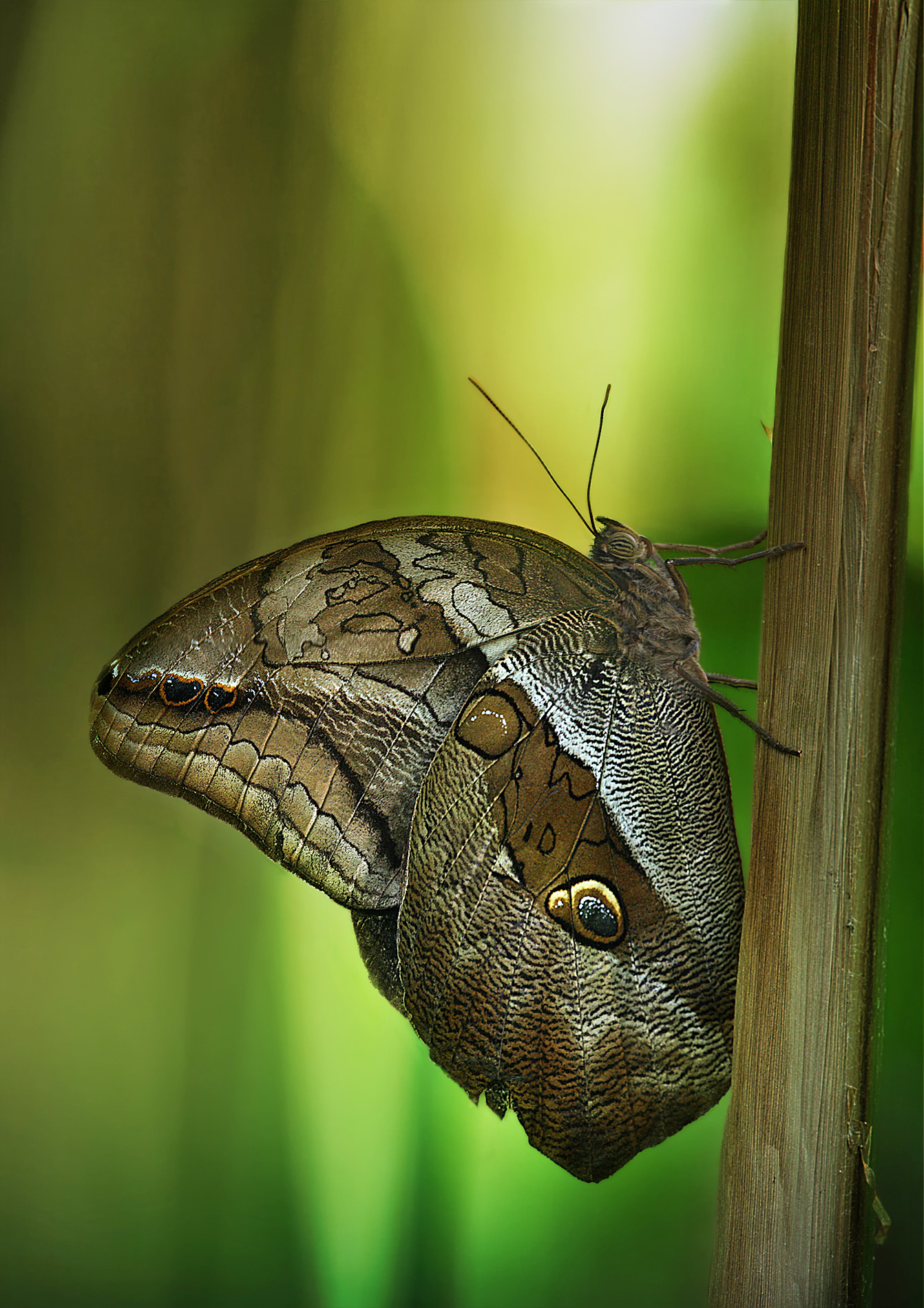
Eryphanis-Art

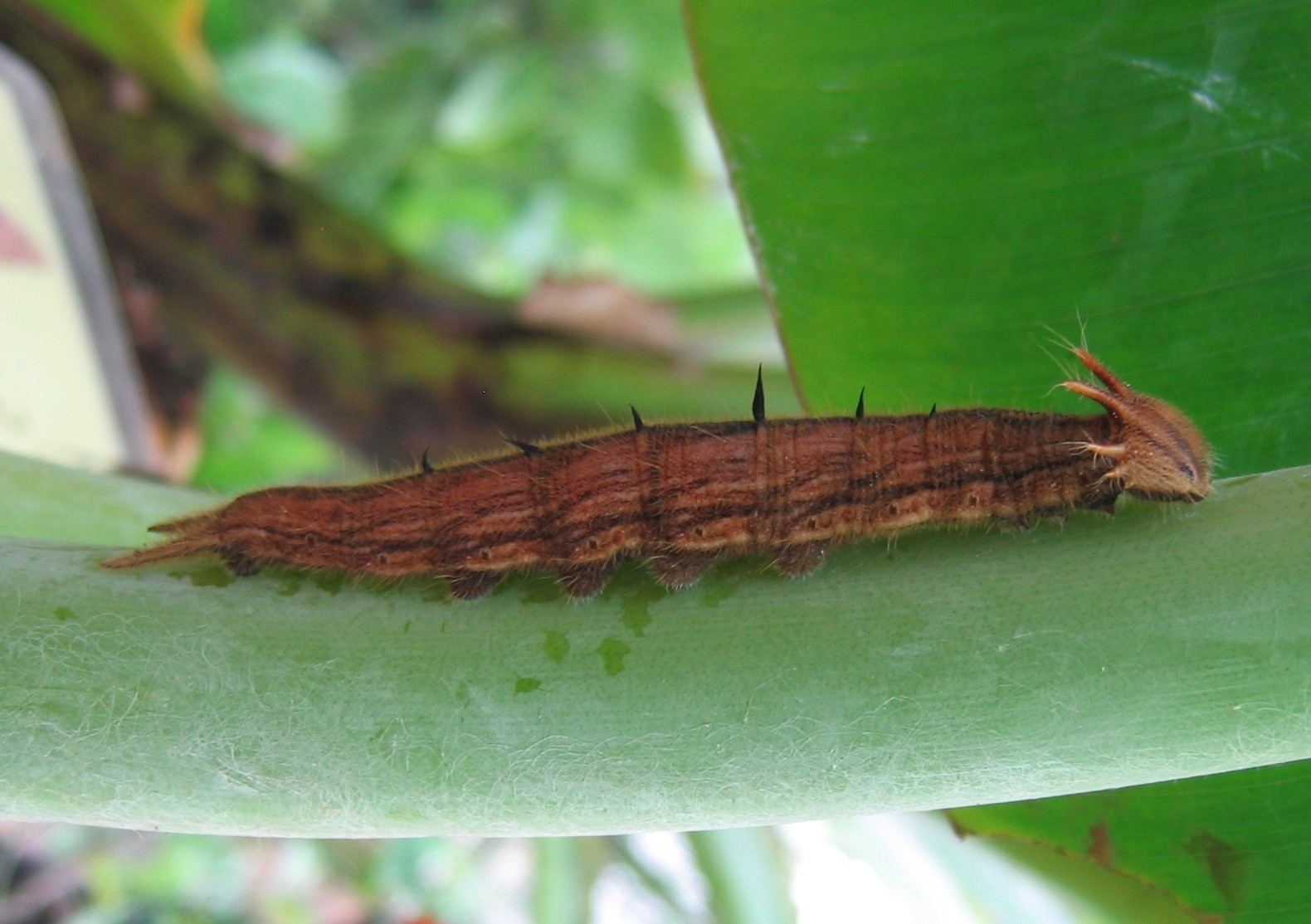
Raupe von Caligo eurilochus

Brassolini ist eine Tribus in der Unterfamilie der Augenfalter (Satyrinae) aus der Familie der Edelfalter (Nymphalidae) mit über 90 Arten. Die Falter der Gattung Caligo gehören mit zu den größten Schmetterlingen der Neotropis in Amerika und sind unter dem deutschen Trivialnamen Bananenfalter bekannt, zu denen manchmal auch die Falter der nahe verwandten Gattungen Caligopsis und Eryphanis gezählt werden.

## Merkmale

### Falter
Die Falter sind teilweise groß und haben eine beige bis braune Grundfarbe. Die Flügeloberseiten der Männchen schimmern teilweise bläulich. Auf den Flügelunterseiten befinden sich auffällige Augenflecke aus sich abwechselnden hellen und dunklen Ringen. Die Augenflecke sind bei der Gattung Caligo am größten und sehen echten Augen sehr ähnlich.
Die Männchen haben auffällige Duftorgane, die sich als Duftschuppen oder pinselförmige Strukturen auf den Flügeln oder dem Abdomen befinden. Diese verströmen einen auch für Menschen angenehmen Geruch, etwa nach Vanille. Bei Eryphanis polyxena wurde zum ersten Mal eine Sekretfüllung in den Duftschuppen der Flügel und am Abdomen nachgewiesen. Bei anderen Arten der Tribus wurde bisher kein Drüsengewebe gefunden. Die Duftschuppen von Caligo-Faltern können bis zu zwei Monate lang Duftsekrete produzieren.

### Erste Stadien
Die Eier sind rund, mit glatter oder geriffelter Oberfläche und werden einzeln oder in Gruppen abgelegt.
Bei allen Gattungen, bis auf Brassolis, haben die Raupen mehrere auffällige und nach hinten gerichtete Dornen an der Kopfkapsel, die oft gebogen sind und Noppen aufweisen. Alle Raupen, ebenfalls bis auf Brassolis, haben eine teilweise recht große Schwanzgabel. Auf dem Rücken besitzen einige Raupen kleine, dreieckige Dornen. Ob alle Raupen eine ausstülpbare Nackendrüse haben, ist nicht bekannt. Diese dient wahrscheinlich der Abwehr von Parasiten und Fressfeinden wie etwa Ameisen.
Die Formen der Puppen variieren sehr stark. Runde und eckige Formen finden sich bei Opsiphanes und Caligo, Puppen von Eryphanis sind schlank und die der Gattung Dynastor ähneln dem Kopf von Schlangen.

## Lebensweise
Die Falter sind meist dämmerungsaktiv und sehr schnelle Flieger, so dass sie fast wie Fledermäuse erscheinen. Sie ruhen mit geschlossenen Flügeln.
Die Raupen ernähren sich ausschließlich von Einkeimblättrigen (Monokotyledone). Sie behielten die Vorliebe für Palmengewächse (Arecaceae) und Süßgräser (Poaceae) von ihren Vorfahren.
Daneben sind Bananengewächse (Musaceae), Helikonien (Heliconiaceae) und Bromeliengewächse (Bromeliaceae) wichtige Nahrungspflanzen. Einige Arten können zu Pflanzenschädlingen werden, etwa die Brassolis-Raupen, die ganze Kokosplantagen entlauben können oder die Caligo-Arten, die Schäden in Bananenplantagen anrichten können. Allerdings werden die Caligo-Raupen von Parasiten unter Kontrolle gehalten, solange nicht mit Insektiziden gespritzt wird. Bei deren Einsatz werden auch die Parasiten getötet und die Raupen können sich anschließend ungehemmt vermehren.

## Verbreitung
Die Verbreitung der Tribus reicht von Mexiko über Mittelamerika bis nach Südamerika. Auf den Karibik-Inseln sind nur Trinidad und Tobago mit wenigen Arten besiedelt. Der Verbreitungsschwerpunkt befindet sich im Amazonasbecken.

## Systematik
Die Tribus umfasst über 90 Arten in 3 Untertriben mit insgesamt 17 Gattungen, von denen mindestens vier monotypisch sind.
In älteren Einordnungen wird die Klade als eigene Unterfamilie (Brassolinae) oder Tribus der ehemaligen Unterfamilie der Morphofalter (Morphinae, heute Tribus Morphini) geführt. Eine enge verwandtschaftliche Beziehung zu den Augenfaltern (Satyrinae) ist schon lange bekannt. Aufgrund neuerer phylogenetischer Untersuchungen wird die Klade heute als Tribus der Unterfamilie der Augenfalter eingeordnet.
Eine Sonderstellung hat die Gattung Bia, die 150 Jahre lang von den meisten Lepidopterologen als Gattung der Augenfalter betrachtet wurde. Untersuchungen der ersten Stadien und DNA-Analysen haben aber gezeigt, dass sie zu den Brassolini gehört. Die Duftorgane am Abdomen sind typisch für einige Gattungen der Tribus, ebenso wie die Flügelzeichnung. Daher wurde die Gattung unter die Untertribus Biina gestellt, die neben den Untertribus Brassolina und Naropina steht.
Gattungen:
- Untertribus Biina (Herrich-Schäffer 1864)
  - Bia Hübner 1819, 2 Arten
- Untertribus Naropina (Stichel, 1925)
  - Aponarope Casagrande 1982, 1 Art Aponarope sutor (Stichel 1916)
  - Narope Doubleday 1849, 17 Arten
- Untertribus Brassolina (Boisduval, 1836)
  - Brassolis Fabricius 1807, 4 Arten
  - Dynastor Doubleday 1849, 3 Arten
  - Dasyophthalma Westwood 1851, 4 Arten
  - Opoptera Aurivillius 1882, 5–7 Arten
  - Caligopsis Seydel 1924, 1–2 Arten
  - Eryphanis Boisduval 1870, 5 Arten
  - Caligo Hübner 1819, 21 Arten
  - Selenophanes Staudinger 1887, 3 Arten
  - Penetes, 1 Art Penetes pamphanis Doubleday 1849
  - Catoblepia Stichel 1901, 8 Arten
  - Mielkella Casagrande 1982, 1 Art Mielkella singularis (Weymer 1907)
  - Orobrassolis Casagrande 1982, 1 Art Orobrassolis ornamentalis (Stichel 1906)
  - Blepolenis Röber 1906, 3 Arten
  - Opsiphanes Doubleday 1849, 12 Arten